# Krupp-Gürtel

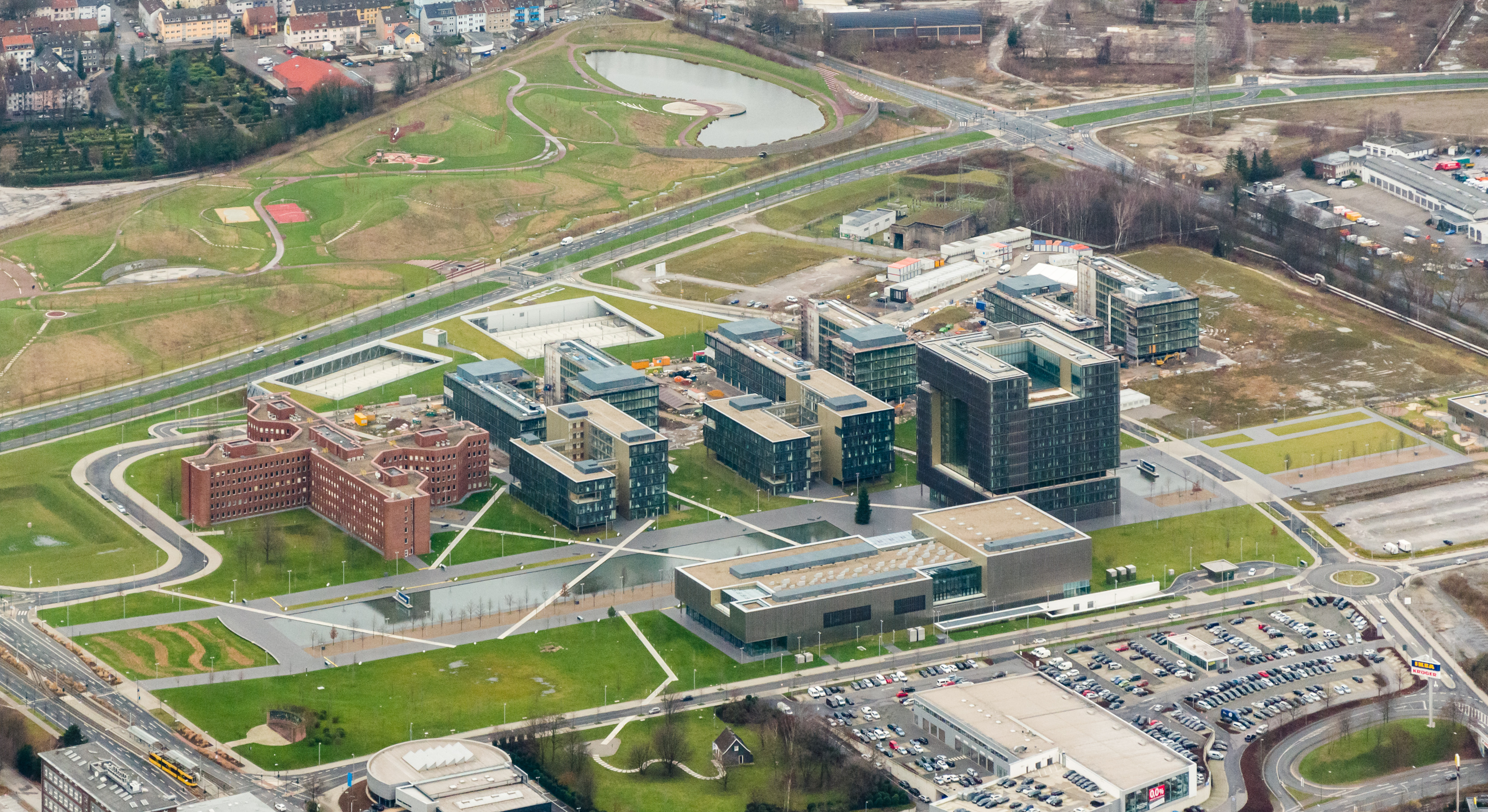
ThyssenKrupp Hauptquartier als Kern des Krupp-Gürtels, 2014

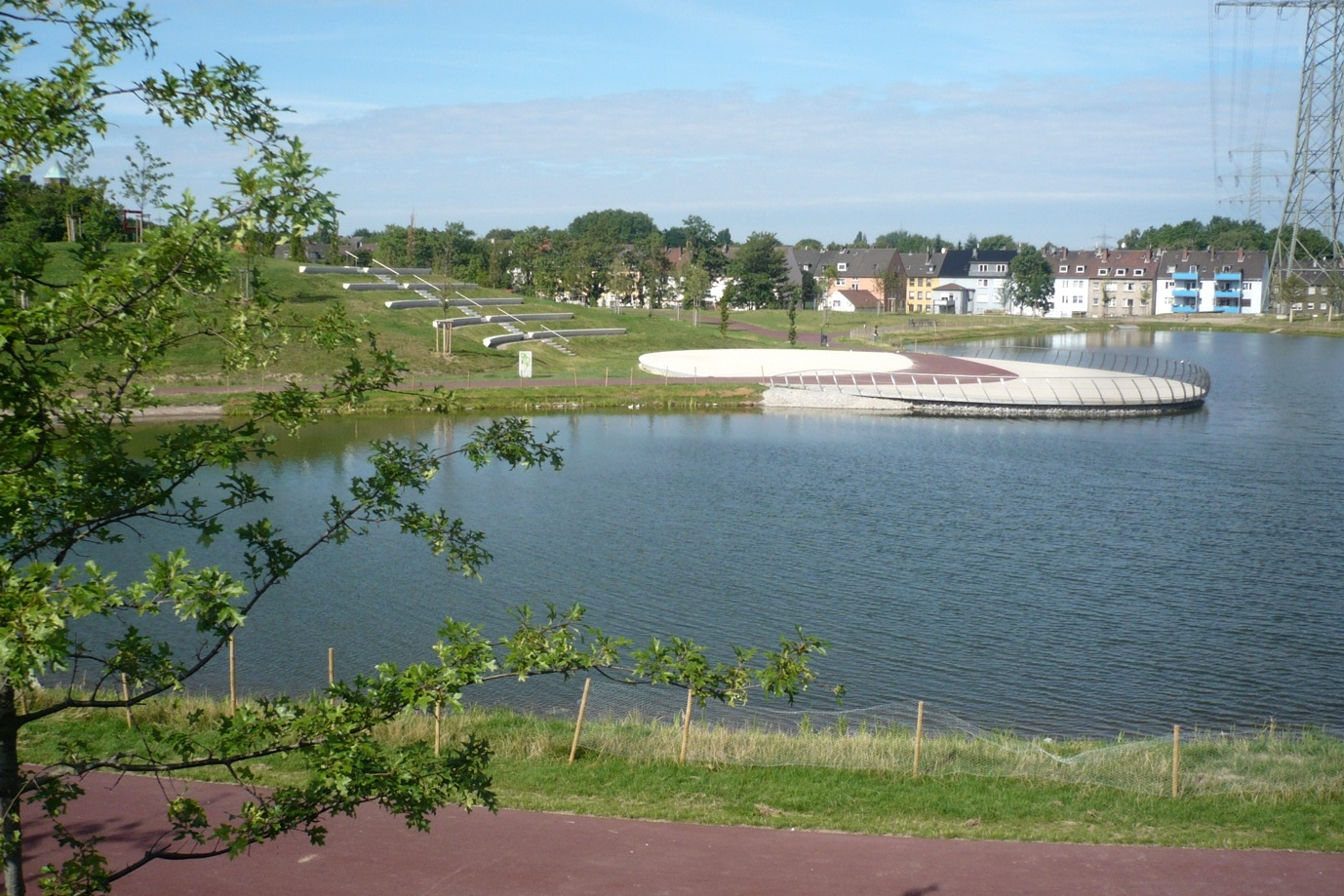
See mit Seebühne im Krupp-Park

Als Krupp-Gürtel wird ein städtebauliches Projekt bezeichnet, das zurzeit in Essen verwirklicht wird. Die 230 Hektar große Fläche liegt im Westviertel zwischen der Innenstadt und dem westlich davon gelegenen Stadtteil Altendorf. Das Gebiet ist das zwischen 1945 und 2007 größtenteils brachliegende Gelände der ehemaligen Kruppschen Gussstahlfabrik, die im Zweiten Weltkrieg teils zerstört und deren Reste später demontiert und nicht wieder aufgebaut wurden. Das Hauptquartier der ThyssenKrupp AG (Krupp und Thyssen fusionierten 1999) ist am 17. Juni 2010 als erste Neuansiedlung offiziell eröffnet worden.

## Geschichte
Auf dem Gebiet des Krupp-Gürtels befand sich, 1811 durch Friedrich Krupp gegründet, die Krupp-Gussstahlfabrik. Sie bildete die Keimzelle der zu einem Schwerindustrie-Unternehmen aufgestiegenen Friedrich Krupp AG, die heute in ThyssenKrupp als Deutschlands größtem Stahl- und Rüstungsunternehmen aufgegangen ist. Haupteinnahmequelle war die Rüstungsindustrie, so erhielt die Stadt Essen zur Zeit des Nationalsozialismus den Beinamen Waffenschmiede des Deutschen Reiches. Nach schwerer Zerstörung im Zweiten Weltkrieg wurden die Reste der Fabrikanlagen demontiert und als Reparationsleistung ins Ausland gebracht. Seitdem lagen große Teile der ehemaligen Werksfläche brach. Erst 2010 siedelte sich das ThyssenKrupp Hauptquartier im Rahmen des Projektes Krupp-Gürtel hier an.
Mitte Mai 2016 verkaufte ThyssenKrupp rund 70 Hektar nicht betriebsnotwendiger Fläche im Krupp-Gürtel an einen in Essen ansässigen Investor.

## Hauptquartier ThyssenKrupp
In das ThyssenKrupp Hauptquartier ist die Konzernzentrale der ThyssenKrupp AG 2010 von Düsseldorf aus umgesiedelt. Das Quartier bildet den Kern des städtebaulichen Projektes Krupp-Gürtel und steht genau dort, wo Krupp mit der Gussstahlfabrik in Essen seine Wurzeln hat und sich auch das Stammhaus Krupp befindet. Die Kosten für den ersten Bauabschnitt des Hauptquartiers wurden mit über 300 Millionen Euro beziffert.

## Berthold-Beitz-Boulevard
Als Berthold-Beitz-Boulevard wird die insgesamt etwa drei Kilometer lange Hauptstraße bezeichnet, die den Krupp-Gürtel erschließt und ihn in Nord-Süd-Richtung durchläuft. Sie kann als Erweiterung des Innenstadtrings gesehen werden.

## Krupp-Park
Der Krupp-Park, der im Jahr 2024 fertiggestellt wurde, befindet sich in einer Nord-Süd-Ausdehnung parallel westlich des Berthold-Beitz-Boulevards, wobei zunächst der nördliche Teil mit kleinem See im August 2009 eröffnet wurde. Im südlichen Teil befindet sich eine Sportstätte. Beide Parkteile sind zusammen etwa 23 Hektar groß und bilden das viertgrößte innerstädtische Gebiet zur Erholung nach dem Gruga-, dem Borbecker Schloss- und dem Hügelpark.

## QuartierWest

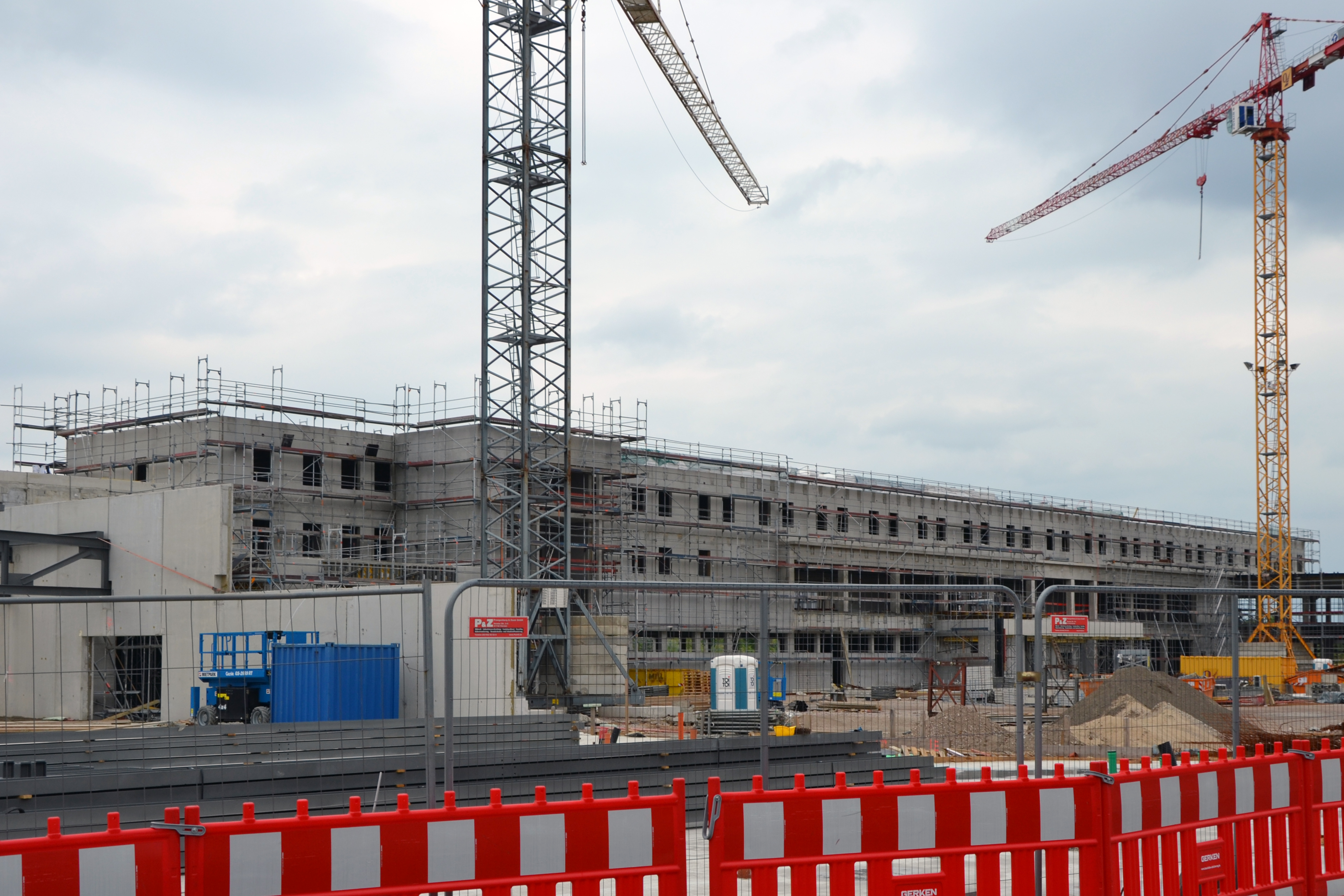
QuartierWest im Bau 2017

Westlich des Krupp-Parks wurde Ende 2013/Anfang 2014 der Real-Markt abgerissen. Er eröffnete am 24. Oktober 2013 im neuerrichteten Kronenberg-Center südlich der Altendorfer Straße.
Auf dem Gebiet des südlichen Parkplatzes des ehemaligen Real-Marktes an der Ecke Altendorfer Straße/Dickmannstraße entstand seit Juni 2016 nördlich parallel zur Altendorfer Straße ein dreistöckiges Dienstleistungs- und Einzelhandelszentrum mit dem Namen QuartierWest für rund 17 Millionen Euro. Auf dem gut 20.000 Quadratmeter großen Grundstück bietet das etwa 8000 Quadratmeter große, U-förmige Gebäude Räume für einen Lebensmittelhandel, einen Discounter, ein Möbelgeschäft, einen Haushaltswarenhandel und ein Hotel. Gut 12.100 Quadratmeter Geschäftsfläche werden dafür vermietet. Hinzu kommt eine Tiefgarage mit 61 Stellplätzen und eine äußere Parkfläche für 200 Pkw. Der Discounter und der Haushaltswarenhandel eröffneten Ende November 2017, der Lebensmittelhandel am 6. März 2018.

## Essen 51

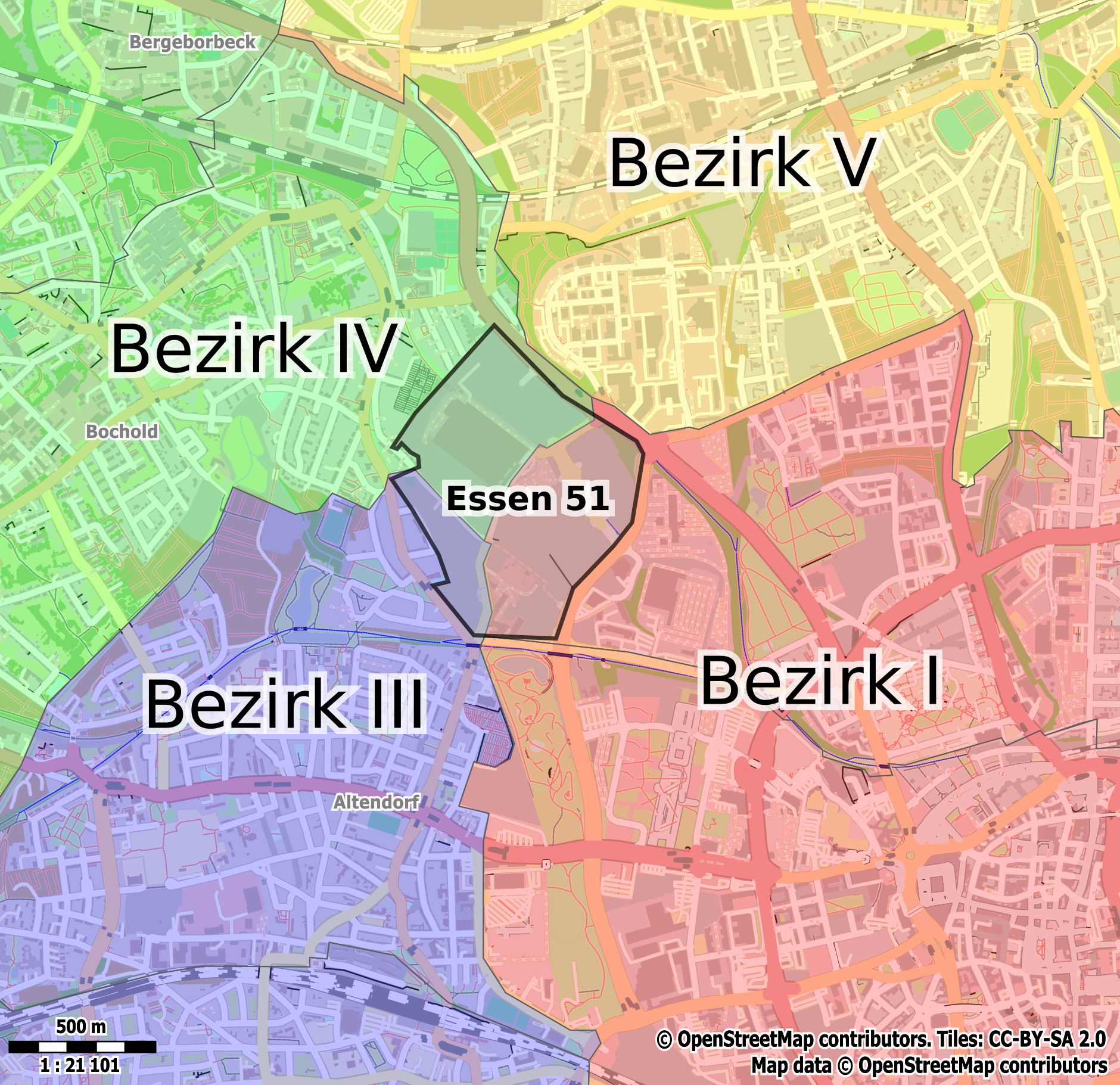
Essen 51 liegt zwischen drei Stadtteilen und auch zwischen drei Stadtbezirken und ist mit 52 Hektar flächenmäßig etwa halb so groß wie der kleinste Stadtteil in Essen.

Als Essen 51 wird ein derzeit sich im Bau befindendes Stadtquartier zum Wohnen, Arbeiten und Leben bezeichnet. Die Bezeichnung Essen 51 leitet sich daraus ab, dass die Fläche fast die Größe eines neuen Stadtteils bildet und Essen derzeit bereits aus 50 Stadtteilen besteht.
Im Mai 2016 verkaufte ThyssenKrupp rund 100 Hektar Werksgelände, darunter die 52 Hektar, auf dem Essen 51 entstehen soll, an ein Essener Immobilienunternehmen, das rund eine Milliarde Euro hier investiert. Die Fläche liegt im Grenzbereich der Stadtteile Nordviertel und Bochold überwiegend auf dem Gelände der ehemaligen Lokomotiv- und Waggonbaufabrik Krupp. In diesem Bereich werden etwa 1500 Wohnungen, zu 30 Prozent öffentlich gefördert und zu etwa 25 Prozent Eigentum, sowie Kleingewerbe, Restaurants, Schulen und Grünflächen neu errichtet und neu gestaltet. Im Zentrum wird ein Park entstehen, dessen Wasserlauf mit dem Niederfeldsee im benachbarten Altendorf verbunden ist.
Am 6. März 2018 fand im nördlichen Krupp-Gürtel der erste Spatenstich im Beisein von Oberbürgermeister Thomas Kufen statt. Bis Ende 2018 sollte ein Architektenwettbewerb ausgelobt werden. Die Erschließung des Gebiets sollte bis zum Jahr 2020 erfolgt sein. Da sich südlich der Bottroper Straße auch das Möbelhaus IKEA ansiedeln wollte, wurde im Sommer 2018 mit deren sechsspurigem Ausbau zwischen Berthold-Beitz-Boulevard und Friedrich-Lange-Straße begonnen.
2020 wurde unter Öffentlichkeitsbeteiligung ein Bebauungsplan für das 31 Hektar große Gebiet westlich des Berthold-Beitz-Boulevards zwischen der Pferdebahnstraße, der Haus-Berge-Straße und der Bottroper Straße erstellt. Für den Teilbereich südlich der Zollstraße wurde 2019 ein städtebaulicher Wettbewerb durchgeführt.
Im Frühjahr 2024 standen die Ergebnisse zu Gutachten zum Verkehr und Lärm sowie Untersuchungen zur Belastung mit Schadstoffen in der Luft aus. Danach sollte der Bebauungsplan zwischen der Stadt Essen und dem Investor, der Thelen Gruppe, erstellt werden.